# Indigofera rothii
Indigofera rothii é uma espécie vegetal da família Fabaceae.
Apenas pode ser encontrada na Etiópia.